# Marstrand
Marstrand és una ciutat sueca situada al sud de la província històrica de Bohuslän, a uns 20 quilòmetres de Göteborg. Té prop de 1.500 habitants, i pertany a la Comuna de Kungälv. Queda situada en dues illes – Marstrandsön i Koön. ÉS una ciutat idíl·lica, amb molts turistes l'estiu. La seva gran atracció turística és la Fortalesa de Carlsten.